# Овручский замок
О́вручский за́мок (укр. О́вруцький за́мок) — средневековый деревянный замок в украинском городе Овруч, военно-административный центр Овручского княжества, с 1470 года один из центров — Киевского воеводства, с 1569 года — центр Овручского староства.
Замок был построен на месте древнерусского Овручского детинца и просуществовал до второй половины XVIII века. Он находился в юго-западной части города, на Замковой горе, у впадения речушки Вручай (Ручай) в реку Норинь. На данное время на Замковой горе находится Спасо-Преображенский кафедральный собор.

## История Овручского замка
В 1362 году Овруч, как и другие южнорусские княжества, оказался под непосредственной властью Великого княжества Литовского. На Замковой горе была построена новая крепость (замок), но в 1399 году Едигей — военачальник Тамерлана, разбив при реке Ворскле Витовта, опустошил и Овручский замок. В 1506 году замок опять подвергся татарскому набегу, был разрушен и позже в 1522 году отстроен.
В Люстрации города Овруча 1519 года замок и острог выглядят следующим образом:
«Место Овручъ лежачее собою наде Вручаемъ речкою, а отъ другои стороны река Норына, которая притекла под замокъ якобы на стрелбы... з шарпетины надъ великомъ болотомъ, валомъ глубокимъ и острогомъ со сторонъ трохъ;... 3 брамъ воротныхъ — 4, деи баштъ — 6, а три вежи великие замковые ку стрелбе велми добрые боронити всего места. На горы великои дворъ его королевской милости, палями дубовыми и деи сосновыми воколо оставленыи; на томже месте потаиники деи на горе тоиже, шарпатини, гаковници и всяка бронь огниста замкова з кулями и порохомъ находятся... ку обороне. На другои стороне ровы; также на высокои гори стоитъ каменая церковъ Василевска; кажутъ люде старые, була колысь золотоверха, но деи отъ непамятныхъ литъ неприятелями огнемъ спалена и совсимъ зопсована и розбита; в симъ великомъ ест мо (?) болши церквей, деи... сыи некоторые... Домовъ всехъ в Овручи з князячими и панскими 500 деи и много к тому...»
Наиболее укреплённым сооружением Овручский замок стал при старосте Иосифе Михайловиче Халецком. Сохранилось детальное описание замка за 1552 год:
«Замок овруцкий од пана Есифа Халецкого, справою его, дерева соснового, людьми господарскими, мещаны и волощаны и людьми князькими, паньськими и боярскими зароблен, вежи замковые... над бывшим потайником к воде, на том месте зробили теперь браму воротную, у три стены рублена, з углами шести сажон, а над вороты светлица, а над светлицею кгмахь ку стрельбе, боронити усего места, а три вежи замковых. А городень в замку всех 61. Будованье в замку: у замку святых Кузьмы Демяна церковь, и та вже стара вельми, згнила, дворы земянские в замку: пана Оникиев Горностаев, Василя Дедкова, пана Фёдора Ельцов, пана Солтанов, Киселёв, Раков, Немирича, князя Сенского, панов Павши, Криштофов, Суринов, а иншие пляцы землянские и местцкие, и поповские порожни, старостино мешкане одна светлица всего на вежи воротней, а сховане у городни. Бронь замковая: сарпатинь на колоде приправленный, 6 пядей, сарпатинь на колах простых приправленный 6 пядей, сарпатинь на колоде приправленный, 7 пядей, сарпатинь, у колоде окованный, 8 пядей, сарпатинь, 8 пядей, куль до сарпатинов железных, обливаных 24. Гаковниц всех 27, пороховниц гаковничных 7. Ручниц 4. Пушкари: Яков Семёнович и Мойсей Чижевич. Пространность в замку: длина 66 сажен, ширина 43 сажни. Узвод у броне добрый, ланцухи обидва добрые, а под зводом стрелба пожиточная к обороне, мост перед замком на палях. Колодязя в замку нет, потайник бывал до речки Вручая, которая речка идёт тут же, под горою замковою, а з ручая река Норыня, которая прилегла под замок, якобы стрельбище от замку, около её болото, лесом заросло на 6 миль униз, аж до реки Уши, а сверху, отколь устала тая река, 8 миль обаполь её болота, нигде переезду нет, аж через греблю под местом. Гора замковая: с одной стороны от вежи воротной, спереди 15 сажон её, а с другой стороны, от реки Норыни — 16 сажон, а ззаду, от реки Вручая 15 сажон, на той стороне у двох местах гора ся зопсована 6 сажон, а с четвёртой стороны гора от места 10 сажон... Млин на реке Норыни, гатю занятый. Корчма медовая старостина, не выпивают в ней больше 30 кадей меду на год. Корчму горелчаную запродает староста на год за 50 коп грошей. Сторожа на замку: 20 человек. Сторожа полная: сторожу полную держать на поли, от замку у 30 милях, за Ходорковым полем, у Каменя, на Вили реце по 4 человека от св. Юра до Покровы.»

Другой вид "сторожи полной" осуществлялся с помощью т. н. «недели Чернобыльской» — сторожа, которая выставлялась в «Чернобыле», недалеко от устья Припяти при Днепре. Также в этом описании приводится иерархия населения, приписанного к замку: дворы земянские и боярские, бояре и слуги замковые, слуги ордынские при замку и на волости, слуги путные, мещане поленицкие, люде землянские, попы з людьми своими.
С 1569 года после Люблинского сейма, Овруч с замком — поветовый (уездный) город со старостинским управлением. В повет входили: Овруч, Искорость, Ксаверов, Базар, Чернобыль, Олевск, Норинск, Народичи, Мартынов и др. В Люстрации 1570 года польськие ревизоры писали: «Замок овруцкий лежит на насыпной горке недалеко от речки Норыни, почти неприступный, бо везде горы з ровами великими обошли. В замку 3 башни, 1 брама, 36 городней, 1 церковь, 9 дворов княжеских, панских и земянских, 1 пушкарня. Место при замку по горах оседло, острогом оточено, досить немочне и в месте недобрем. Поле есть пред замком, с которого давано 20 коп литовских. Млин на реке Норынь.» А Люстрация 1622 года описывает город и замок так: «Место валом и острогом с трёх сторон оточене, с четвёртой стороны болота, 3 брамы с въездами. Замок на горке высокой, на все стороны открыт, мост плохий, башни 2». Люстрация ж Овручского староства 1629 года делает акцент на плохом состоянии укреплений замка: «Замок тот лежит на горке высокой, имеет в себе плац досить просторный, до которого входят, есть очень плохой мост, не ходят им. Брамы немае, ани веж, только две вежи наружные, но очень плохие, похиленые, погнитые и неприкрытые. Паркан, за небожчика пана Руцкого державцы початый и до того часу не только не добудованый, але и до конца сгнил». Хотя, «армата» (вооружение) замка ещё осталась с прежних времён. В 1641 году опять татарский набег и разрушение замка. Это послужило поводом для получения Овручем от Владислава Вазы Магдебургского права. В 1648 году во время восстания Б. Хмельницкого город и замок опять пострадали: «Место спустошено, книги земские и гродские спалены в пожарах. Здесь розташовался Овруцкий полк. Полковником его был Елизар Голота, погиб в бою. Потом стал полковник Подобайло, погиб под Львовом от Януша Радзивилла. Следующие — Осип Наталчич и сотник, овруцкий шляхтич, Горностай.» В 1667 году по Андрусовскому перемирию Овруч возвращается в лоно Речи Посполитой обоих народов (в Овручском повете устанавливается польская администрация). В 1678 году по постановлению Гродненского сейма в Овруч из местечка Ксаверова переведён иезуитский Коллегиум, основанный Игнатием Александром Ельцем. «Коллегиум получил в замку овруцком полгоры, где городни свои шляхта овруцкая имела, на плацу видзилоним собе в замку овруцком.» Иезуитами были воздвигнуты громадные здания и римо-католический костёл. Коллегия стала именоваться «Collegium Xawer-Owrucence». В 1720 году замок разрушен гайдамаками: «не спасли шляхту, ни бронь огнистая, ни башни мурованные.» Отстроен в 1750 году. Но уже это был не тот прежний могущественный замок. Из Люстрации 1765 года город Овруч и замок представляли жалкое зрелище: «В Овруче халуп жидовских 80, постоялых двора 3, крестьянских халуп 60, кроме монастыря и шляхетских дворов и дворков. Замок на горке вынеслый между двома дорогами, в замке изба, где работает суд и несколько казённых изб, склад на разные вещи, брама гонтами побита, ещё 3 избы (комнаты) на верхнем этаже башни, а на нижнем — темная застройка, превращенная в тюрьму». В 1773 году иезуитский костёл перешёл во владение овручских базилиан. В 1831 году по Высочайшему повелению греко-католический костёл и монастырь отнят и передан в ведомство православного духовенства. В 1872—1877 году церковь эта отремонтирована на казённую сумму 29 тыс. 597 рублей и получила название Преображенский Введения во Храм Пресвятой Богородицы Собор. В 30-е годы церковь полностью разрушена Советской властью. А в 1993 году на её месте, на замковой горе, и на месте бывшего Овручского замка, построен новый Спасо-Преображенский кафедральный собор на ул. Соборная, 18.

## Из документов «Литовской Метрики» и «гродских» книг
- Лист, писаный до державцы овруцког[о] кн(я)зя Андрея Капусты, в кривдах мещан и слугъ замку Овруцкого з уписанемъ в нем листу судового г(оспода)рского:

«Жыкгимонътъ Авъгустъ, Божъю м(и)л(о)стью король польский, великий князь литовъский, руский, пруский, жомоитский, мазовецкий и иных.
Державцы овруцкому, князю Андрею Тимофевичу Капусте и инымъ деръжавцамъ нашимъ, хто и напотомъ тотъ замокъ Овруцкий отъ насъ держати будуть. Били намъ чоломъ мещане и слуги замку нашого Овруцкого Матьфей Тарелко а Гридко Плаксичъ сами отъ себе и ото всих потужъников своих мещанъ и слугъ замку Овъруцкого и поведили передъ нами, ижъ некоторые з них зъ Божего допущенья недавно прошлых часовъ з домами и маетностями своими погорели, межи которою пожогою згорелъ, дей, имъ листъ нашъ судовый, которий имъ з розсудъку нашого данъ, яко ся они въ службе и повиноватостях своих противъко старостамъ нашимъ овруцкимъ заховати мели... Стояли передъ нами очевисто, жаловали намъ мещане и слуги наши замъку Овруцкого, которие повинъни в томъ замку нашомъ Овруцкомъ воротъ стеречи съ щитомъ а з рогатиною на державцу нашого овруцского, пана Криштофа Кмитича о томъ, што жъ коли, дей, они на замку у воротъ стерегуть, и панъ Криштофъ, дей, в тотъ часъ отъ сторожи их отъбираеть, и лазню про себе топити, и дрова рубати, и воду носити, и перекопы около двора, гумна и нивъ своих копати, и плоты около пол своих городити, и рольи на себе, деръжавцу один ден орати, а другии ден тую жъ пашню жати имъ кажеть, и в томъ имъ новину уводить и трудности задаеть. А ку тому, дей, тежъ кони их у своих потребах подъ речи и подъ слугъ своих в подъводу верховую и возовую береть, а они на то з веков не повинъни... И мы опытати казали передъ нами земян, шляхты киевское, которыи у во Вручомъ именья свои мають, которых на тотъ часъ немало при насъ было: Федора Елцовича, а Солтана Стецъковича, а Стася а Немери Суриновъ и ... тыи земяне поведили и светчили передъ нами, же мещане и слуги тамошние овруцкие, яко их паметь знесеть и яко то отъ отъцовъ своих слыхали, на жадъные послуги державец своих тамошних овруцких ани тежъ подъводъ подъ них давати не повинъни, одно мають стеречи у воротъ замковых зъ щитомъ и з рогатиною. И мы, вырозумевши тому, и с Паны Радами нашими коло того намову вчинивши, тых мещан и слугъ наших; овруцких при старине их заставили и симъ листомъ нашимъ зоставуемъ навечность... И на то дали есмо имъ сесь наш листъ, ку которому его кролевъской м(и)л(о)сти отец нашъ и печать свою приложити росказать рачилъ. П(и)санъ у Берестьи, подъ леты Божего нароженья тисяча пятсотъ сорокъ четвертого, м(е)с(я)ца августа тридцатог[о] дня, индикта второго"... Подписъ руки его м(и)л(о)сти пана Миколая Радивила, воеводы виленского, маршалка земского, канцлера Великог[о] Князъства Лит(ов)ског[о] Янъ Гайко писар»
- В ноябре 1522 года великий князь писал овруцкому старосте Михайлу Михайловичу Халецкому, а также земянам и дворянам Овруцкого повета и всем тем, кто имел именья в данном повете, о жалобе овруцких мещан и принятом в связи с ней решением. Суть жалобы заключалась в следующем: господарь дал в держание половину овруцкой корчмы Халецкому, а вторую половину — «наполы» овруцким земянам и мещанам с условием, что Халецкий должен был организовать польную сторожу со своей половины, а земяне и мещане — со своей. Однако земяне «выправили» себе господарьский лист, по которому половина корчмы оставалась только за ними. Великий князь приказал Халецкому держать корчму «подле первое данины», а если бы земяне не хотели добровольно уступить мещанам их части корчмы — ввести мещан в держание. В мае 1523 года Халецкому был послан второй лист. Оказалось, что господарь, когда находился вместе с панами-радами в Городне, дал половину корчмы только овруцким земянам; с этой корчмы они должны были «завжды поготовю мети» сторожу от татар и для защиты замка в размеры 30 коней. А мещане «упросили с(я)» у господаря к земянской половине корчмы. При этом никакой помощи земянам мещане не оказывали, что письменно подтвердил Халецкий: «иж з мещан жадное обороны замку <…> нет», а он не имеет «с кимъ замку <…> боронити и от татар сторожи мети». В связи с этим великий князь приказал половину корчмы передать в держание одних только земян. Однако в сентябре 1523 года от господаря поступило новое распоряжение: передать вторую половину корчмы в совместное держание земян и мещан на прежних условиях. Основанием для указанного решения послужило сообщение мещан, согласно которому земяне дезинформировали великого князя: «въкрасивши реч свою», земяне «упросили» половину корчмы, заявляя, якобы мещане не выполняли господарьской службы и не организовывали сторожы, в то время как по утверждению мещан они всегда службы господарьской и польной «были пилны и сторожу на поли держывали, и на службе господарьской «поспол з ними бывали»[16]
- Жалованная грамота Александре Немириной на Овручский Заручайский монастыръ. 1531 год, декабря 13.
- Королевская грамота от 17 июня 1570 года Богухвалу Павше на монастырь Заручайский в замке Овручском.

## Державцы (наместники) и старосты  Овручского замка
Именье старостинское было в Михайловке или Михайлове:
- (1471—?) Волчко Романович Волчкович герба «Радван двойной (Хоругви)» (? — 1486)
- (1486—1487) Роман Ивашкович Волчкович герба «Радван двойной (Хоругви)»
- (1487—1493) Горностай-Остафий Романович Волчкович герба «Радван двойной (Хоругви)?» (? — 1503)
- (1496—1503) Григорий (Юрий) Борисович Глинский герба «Глинский» (? — 1503)
- (1503—1503) Горностай-Остафий Романович Волчкович герба «Радван двойной (Хоругви)?» (? — 1503)
- (1506—1507) Семен Романович Волчкович герба «Радван двойной (Хоругви)?» (? — 1507)
- (1510[18]—1518[19]) Сенько Полозович (Семён Фёдорович Полоз) герба «Połozowicz» (? — 1529)
- (1522—1534) Михаил Михайлович Халецкий герба «Халецкий»(? — 1534)
- (1534—1534) Тихно Гринкович Козинский герба «Кирдея»
- (1534—1536) Криштоф Кмитич Кмита герба «Радван двойной (Хоругви)» (? - 1552)
- (1536—1540) Андрей Якубович Немирович герба «Ястржембец» (1462—1540)[20]
- (1540—1547) Криштоф Кмитич Кмита герба «Радван двойной (Хоругви)» (? - 1552)
- (1547—1551) Андрей Тимофеевич Капуста герба «Капуста (Одровонж отл.)»(? — 1571)
- (1551—1553) Иосиф Михайлович Халецкий герба «Халецкий» (? — 1562)
- (1553—1571) Андрей Тимофеевич Капуста герба «Капуста (Одровонж отл.)»(? — 1571)

29 марта 1572 года овручский староста Николай Сапега
- (1572—1578) Михаил Мышка Варковский герба «Корчак»
- (1578—1604) Авраам Михайлович Мышка Варковский герба «Корчак» (? — 1604)
- (1604—1615) Михаил Вишневецкий герба «Корибут» (? — 1615)
- (1616—1617) Павел Рутский герба «?»
- (1617—1624) Анджей Горский герба «Наленч» (? — 1624)
- 26 февраля 1621 года упоминается староста овручский, Лукаш Сапега герба «Лис»[22]
- (1624—1630) Стефан Андреевич Немирич герба «Клямры» (? — 1630)
- (1630—1632) Гаврило Романович Гойский герба «Кирдея» (1578—1632)
- (1632—1642) Самуэль Лащ Тучапский герба «Правда»
- (1642—1653) Владислав Стефанович Немирич герба «Клямры» (1619—1653)
- (1653—1659) Юрий Стефанович Немирич герба «Клямры» (1612—1659)
- (1659—1660) Ян-Фридерик Фридерикович Сапега герба «Лис» (1618—1664)
- (1660—1684) Миколай Янович Сапега герба «Лис» (? — 1685)
- (1684—1709) Францишек Потоцкий герба «Любич»
- (1709—1725) Йозеф-Антоний Бжуховский герба «Помян»
- (1727—1730) Александр Лентовский герба «Огончик»
- (1730—1745) Ежи Ольшанский герба «Ястржембец»
- (1747—1766) Францишек Загорский герба «Остоя»
- (1766—1794) Ян Стецкий герба «Радван»[23][24]